# Aedes burgeri
Aedes burgeri é um espécie de mosquito do género Aedes, pertencente à família Culicidae.